# Jean Laurent Minier

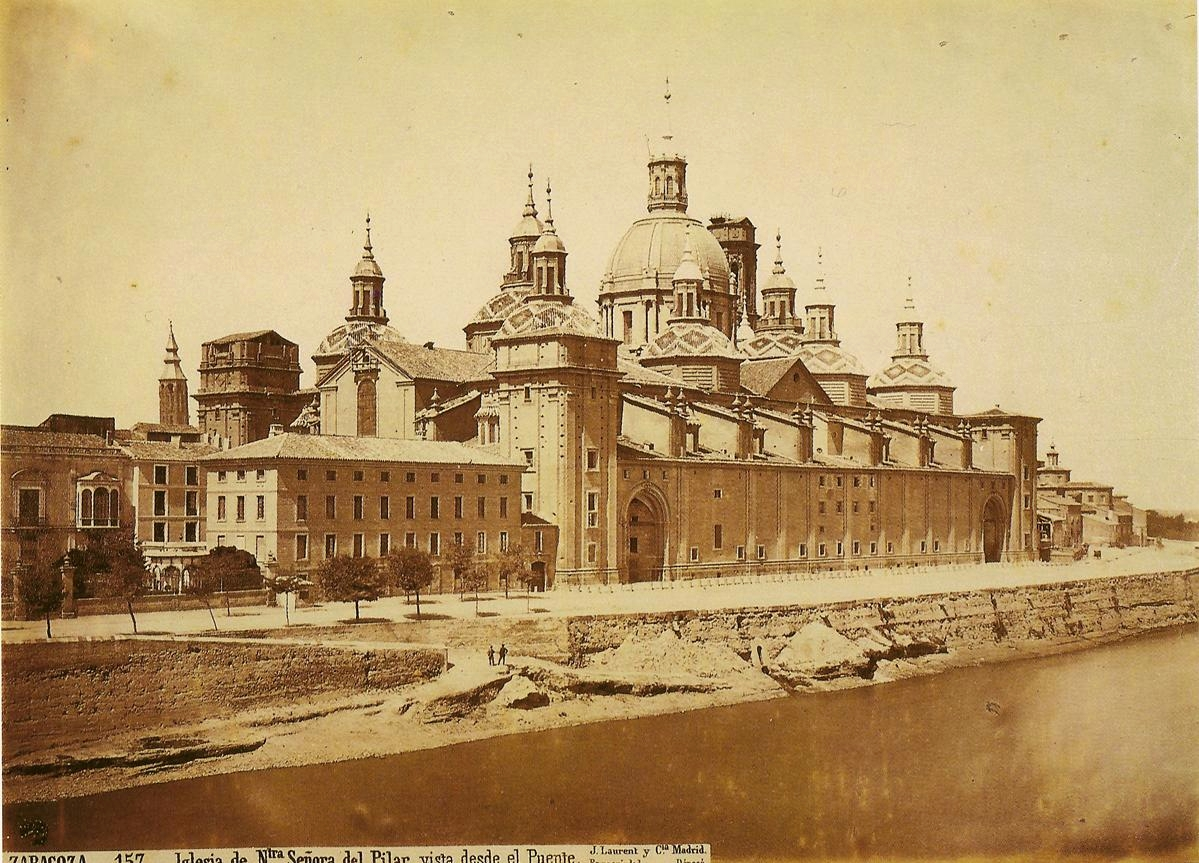
Jean Laurent: Kostel v Zaragoze, asi 1875

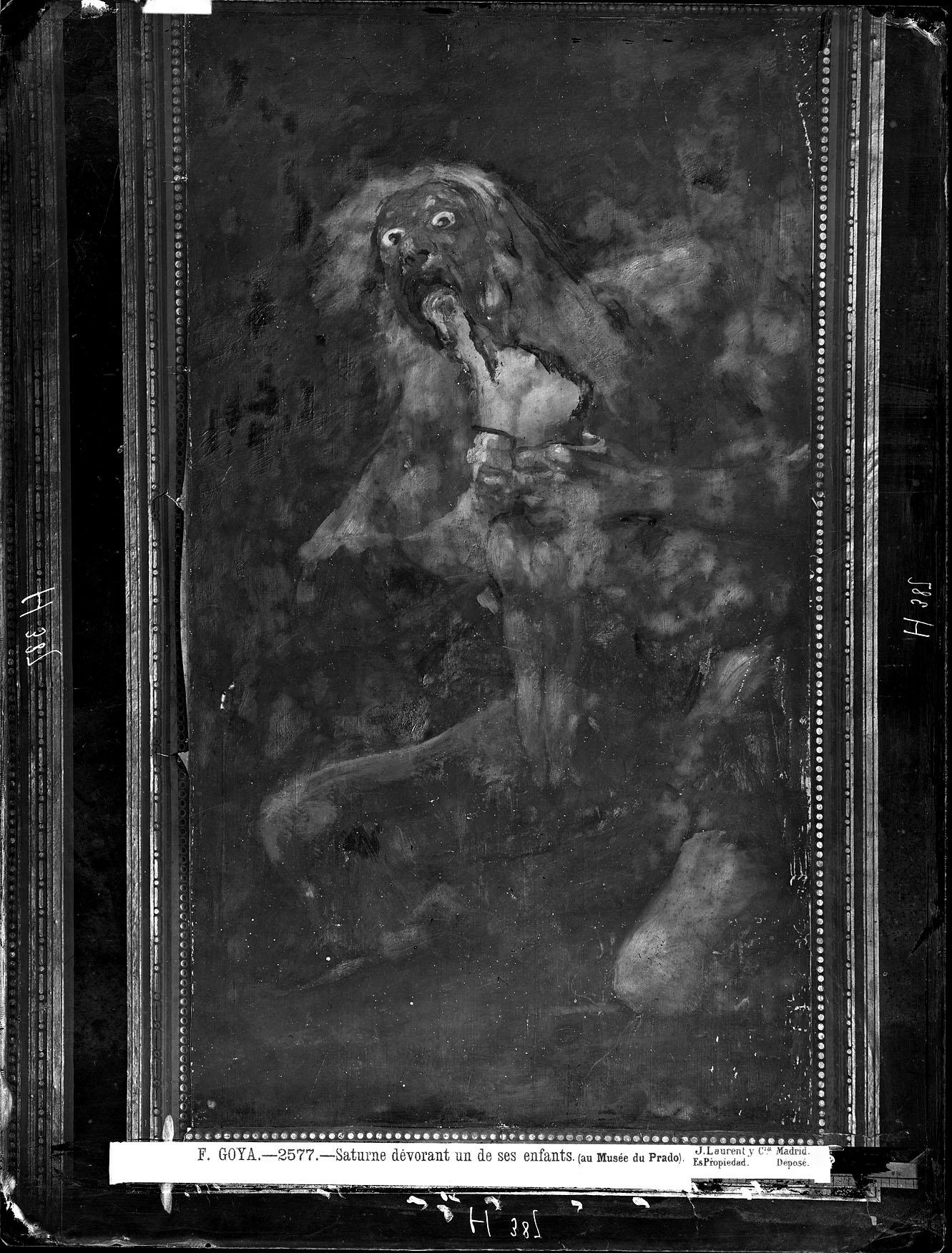
Jean Laurent: Saturnus požírající svoje děti, 1874

Jean Laurent Minier (23. července 1816 Garchizy, Nevers, Francie – 24. listopadu 1886, Madrid, Španělsko; užíval zkratku J. Laurent nebo španělsky Juan Laurent) byl francouzský fotograf působící v 19. století především ve Španělsku. Patřil k nejvýznamnějším fotografům své doby.

## Život a dílo
V roce 1843 se usadil v Madridu a od roku 1855 se zabýval fotografií. Fotografoval panoramata měst, krajin, památek a uměleckých děl na Pyrenejském poloostrově. Portrétoval také významné osobnosti a běžné obyvatele poloostrova. Své práce podepisoval jako J. Laurent nebo španělsky Jean Laurent. V Madridu se oženil s vdovou po pekaři.
Existují chybné teorie, že mu patřil fotografický kabinet daguerrotypický v Paříži. Ale existují důkazy, že se jednalo o jiné fotografy se stejným příjmením. Jean Laurent v devatenáctém století ve Francii, Německu a Rusku pouze fotografoval. Mějme na paměti, že jméno Jean a příjmení Laurent jsou velmi časté. Stejně je známo, že v ruském Petrohradu měl studio například H. Laurent, nebo v německém Mainzu jiný J. B. Laurent. Žádný z nich by však neměl být zaměňován s Jeanem Laurentem z Madridu.
Do roku 1855 pracoval jako cartonero, zabývající se výrobou luxusních boxů pro dorty a mramorovaných papírů pro výrobu knižních vazeb. Ve stejném roce se začal zajímat o kolorování fotografií a učil se ovládat fotografickou technologii. Následující rok založil vlastní fotografický ateliér v Carrera de San Jerónimo, číslo 39, Madrid (v blízkosti Sněmovny reprezentantů a ve stejné místnosti, ve které působil britský fotograf Charles Clifford) a začal pracovat jako profesionální fotograf.
Byl držitelem titulu Fotograf Jejího Veličenstva královny v letech 1861 až 1868.
V roce 1868 otevřel v pařížské ulici Rue de Richelieu obchod (nikoli fotostudio), kde jeho zaměstnanec prodával fotografie ze Španělska a Portugalska.
Během své profesní kariéry spolupracoval s různými odborníky, mezi nimiž vynikal jeho příbuzný Alfonso Roswag. V roce 1883 vlastnila fotografickou sbírku jeho nevlastní dcera Catalina Melina Dosch de Roswag.
Zemřel v Madridu 24. listopadu 1886.

## Fotografické dílo
Jean Laurent vždy držel krok s technologickým pokrokem, ke kterému docházelo ve fotografii v průběhu devatenáctého století. Sám vynalezl a zavedl několik technik, jako je leptografický papír, spolu se španělským fotografem Josém Martínezem Sánchezem v roce 1866.
V roce 1874 fotografoval obrazy Francisca Goyi a také nástěnné malby, které byly v domě malíře. Jeho fotografie pak byly použity jako předloha při přenosu obrazů na plátno. Originální negativy na kolódiových skleněných deskách jsou v archivu IPCE (Instituto del Patrimonio Cultural de España, Institut kulturního dědictví Španělska).

## Galerie

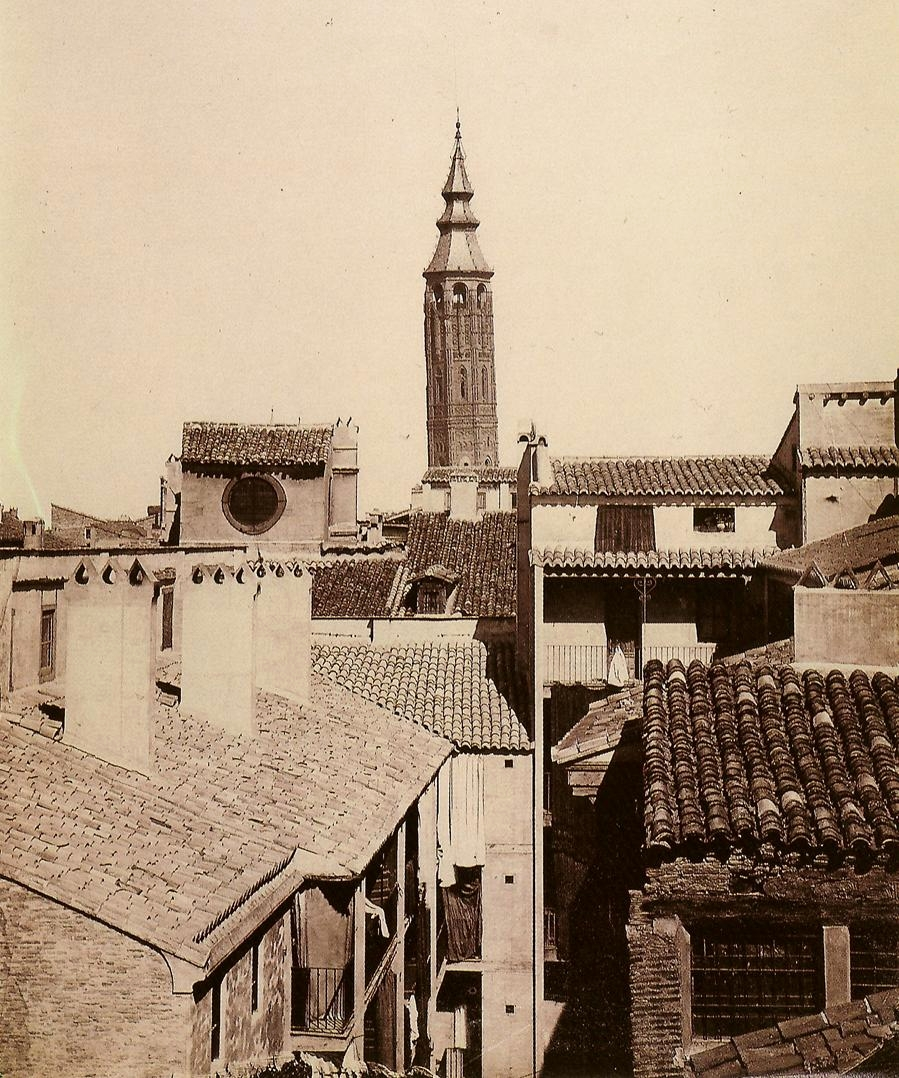
1865-1867
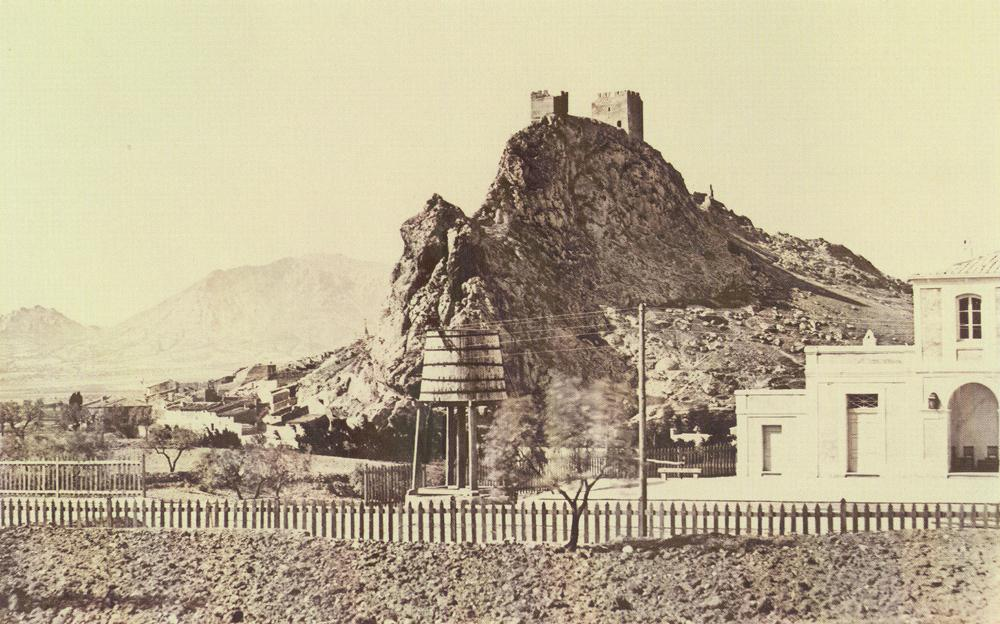
1858
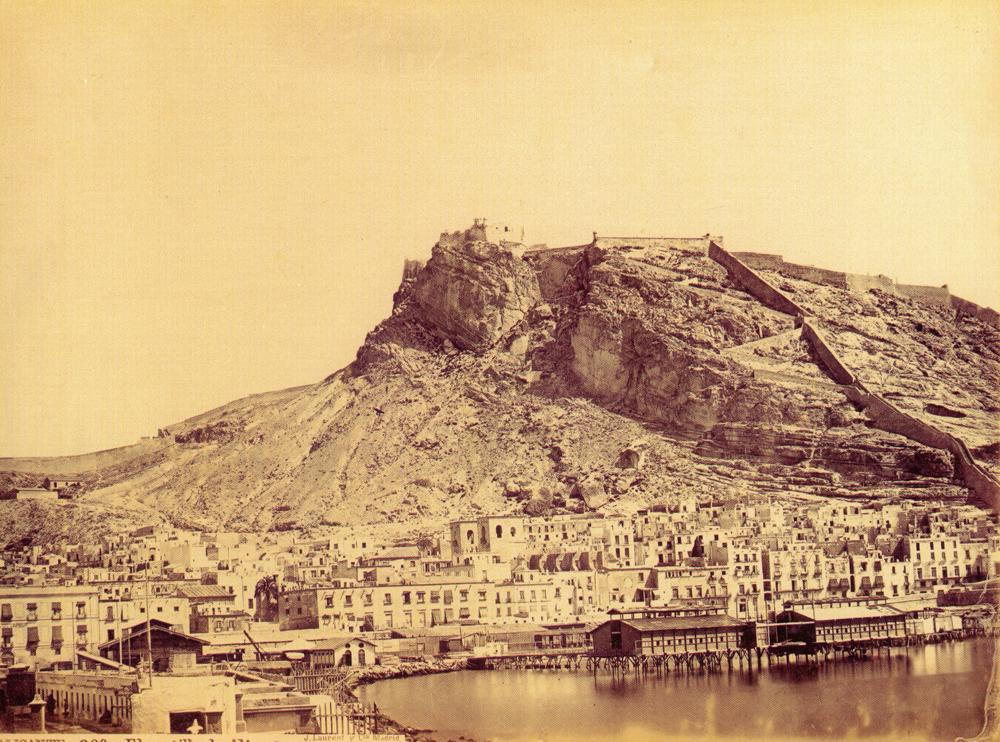
1870
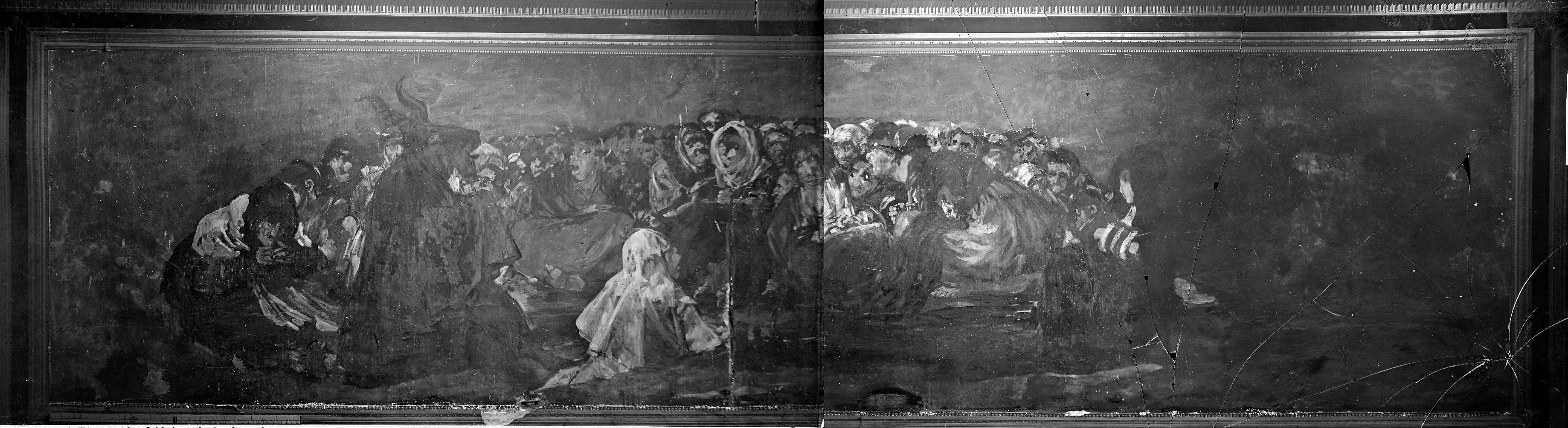
1874
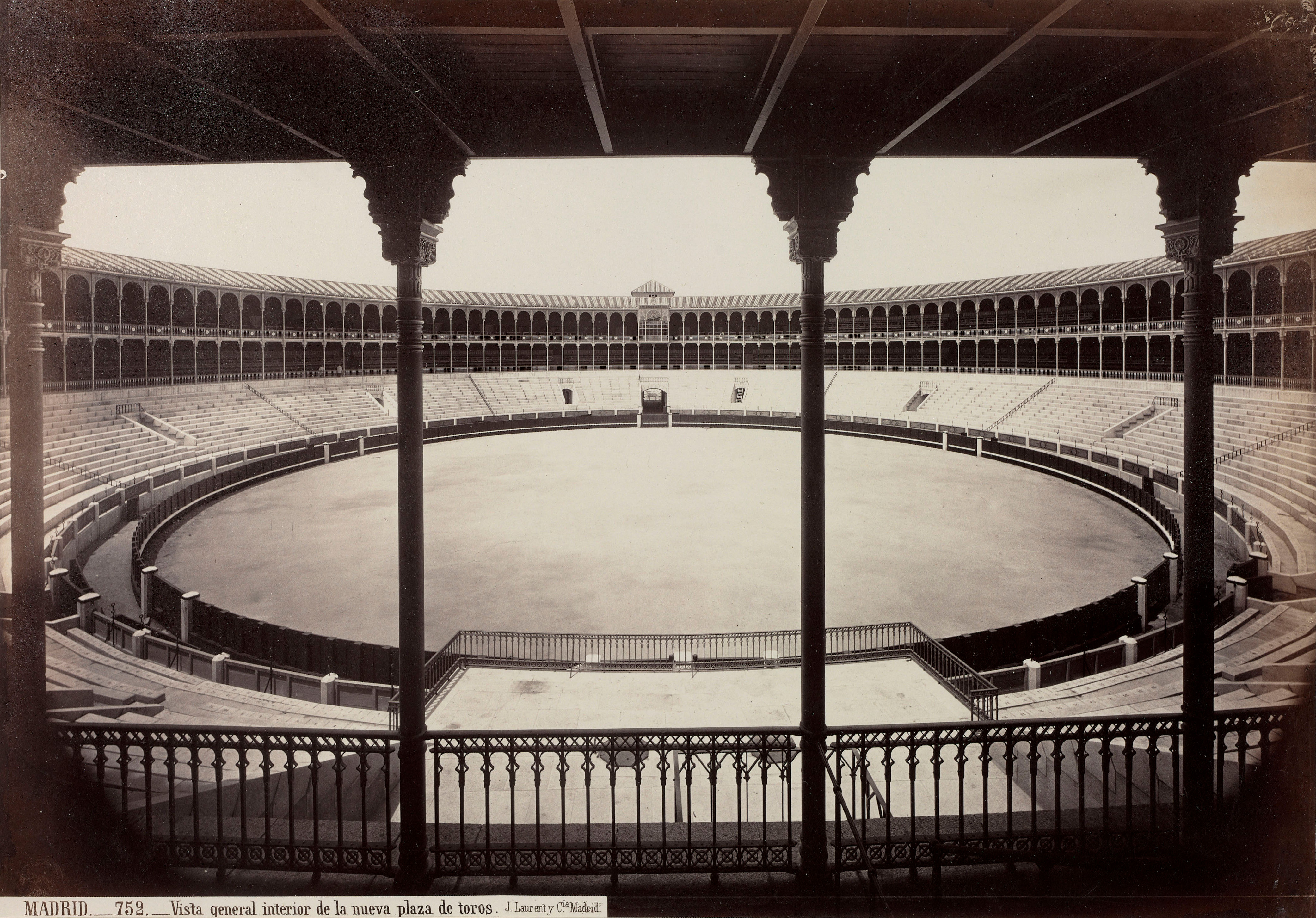
1874
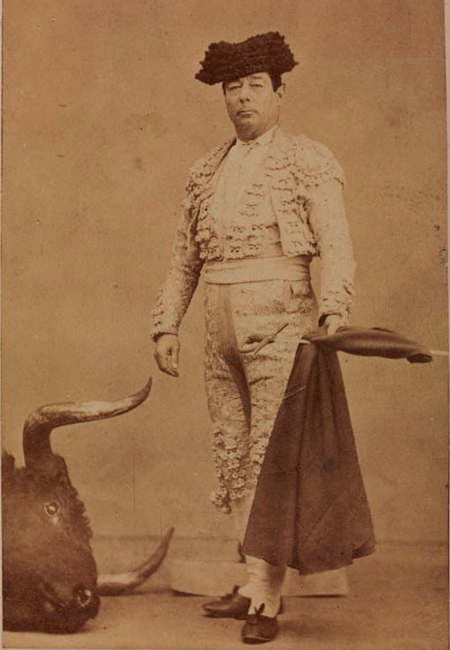
1861-1863